# أكاديمية كرارا

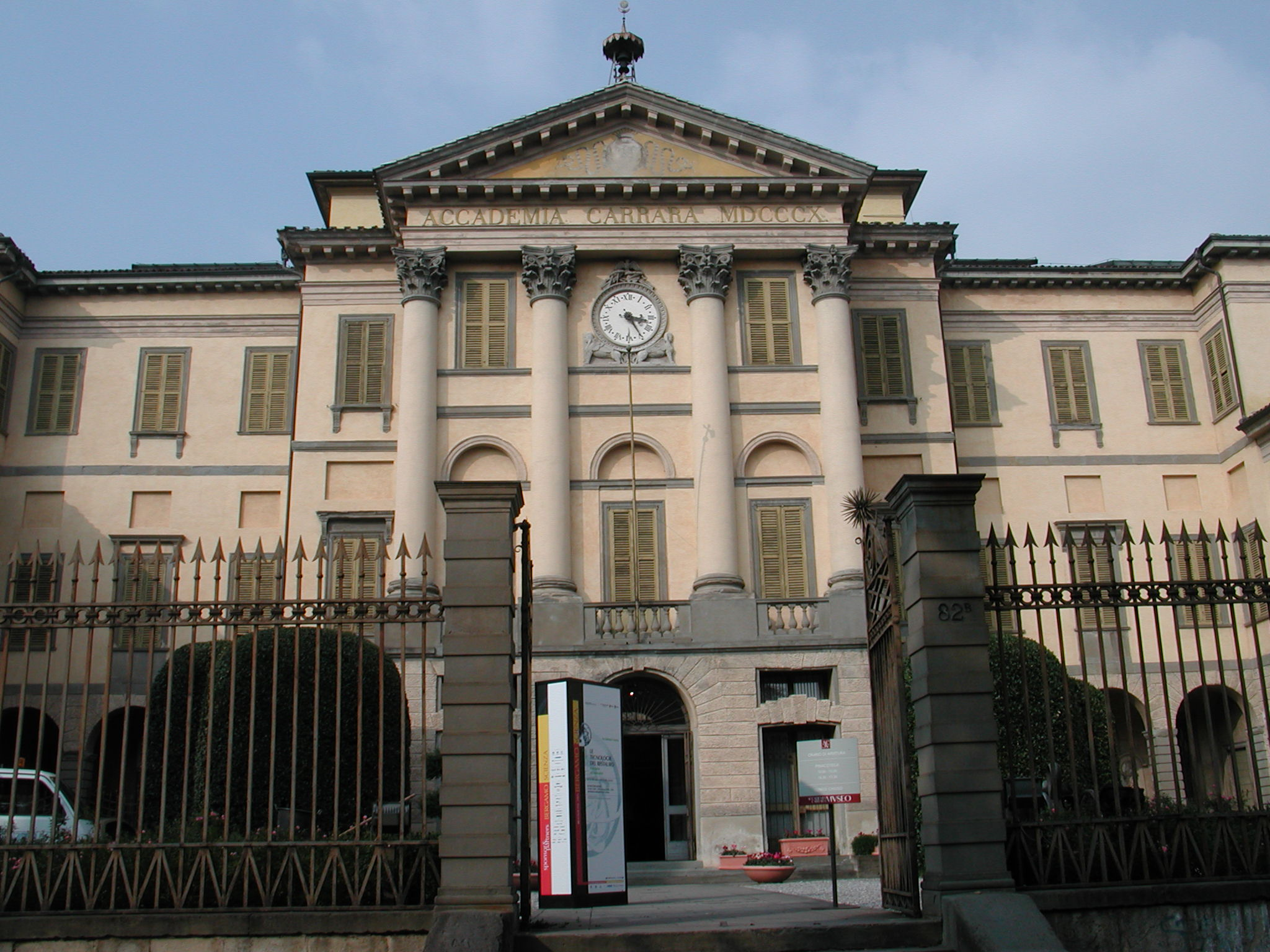
الواجهة الأمامية لأكاديمية كـَرّارا.

أكاديمية كـَرّارا (بالإيطالية: Accademia Carrara) هي معرض فني وأكاديمية للفنون الجميلة في مدينة بيرغامو الإيطالية. ينسب المعرض الفني إلى الكونت جاكومو كرارا الذي خلف تركة سخية لبيرغامو في نهاية القرن الثامن عشر. بعد وفاة الكونت، في عام 1796 م، كانت أملاكه تدار من قبل لجنة منتخبة حتى عام 1958 م عندما تولت بلدية بيرغامو الإشراف المباشر على تلك الأملاك. في عام 1810 م استحدث مبنى على الطراز الكلاسيكي الحديث بواسطة المعماري سيمون إليا تلميذ ليوبولدو بولاك.

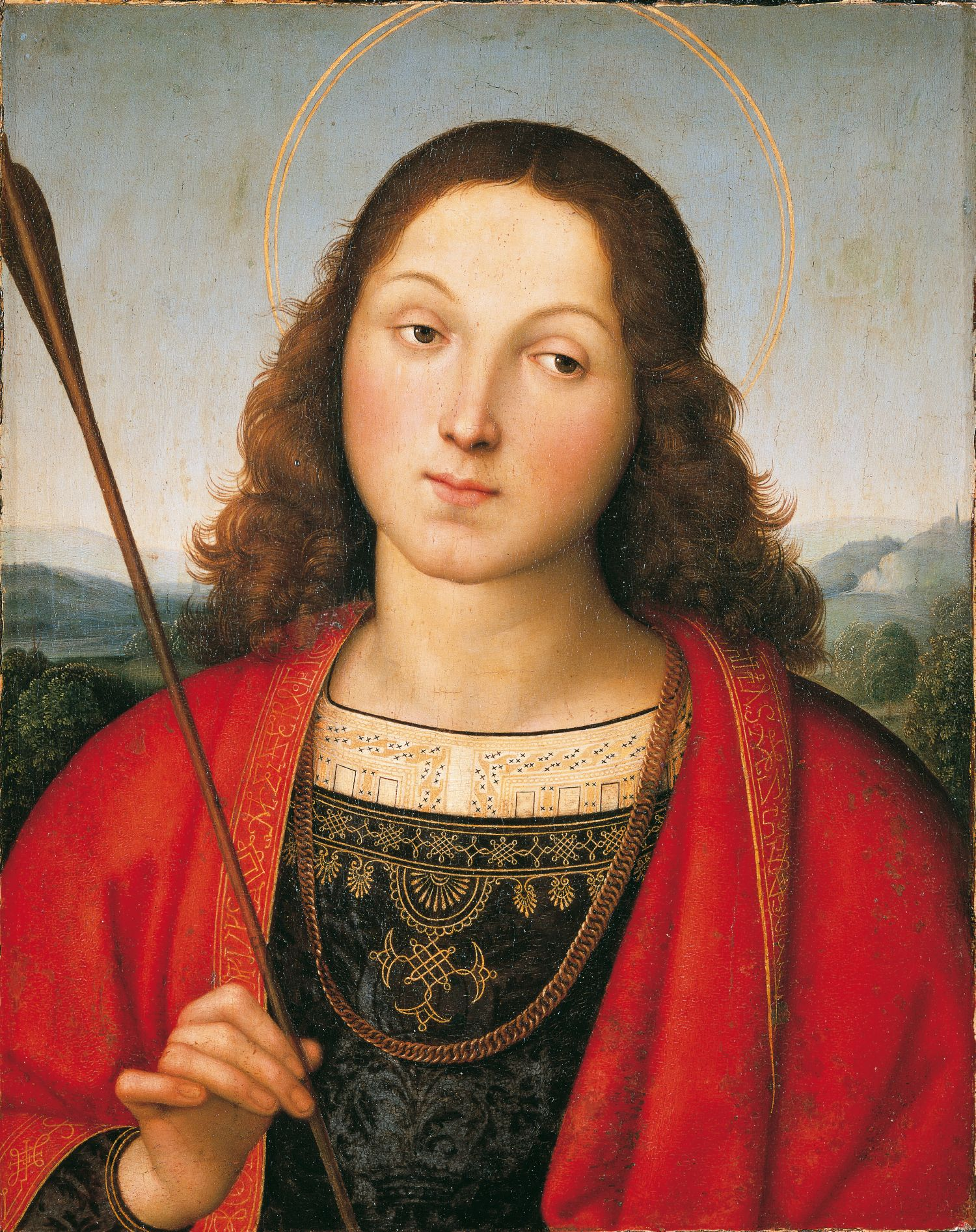
سبستيان من رافايلو 1501/1502 م

ما زال المتحف مستمرا في تنمية محتوياته عن طريق الشراء والتبرعات. ففي عام 2006 م حصل المتحف على 1,800 لوحة من الفترة ما بين القرن الخامس عشر والتاسع عشر لفنانين من أمثال بيزانيلو وبوتيشيلي وبيليني ومانتينيا ورافايلو وموروني وباسكنس وفرا غالغاريو وتييبولو وكاناليتو وبيتشو. وإلى جانب اللوحات فهنالك بعض الرسومات والمطبوعات والبرونزيات والمنحوتات والأثاث ومجموعة من الأوسمة.
في عام 1793 م، وفي نفس الوقت الذي افتتح فيه معرضه الأول للجمهور، رغب الكونت كَـرّارا بأن تقام دروس للرسم والتصوير في نفس المكان. تقع المدرسة حاليا في مبنى خاص بها بعد أن كانت في نفس مبنى المعرض حتى عام 1912 م. ومنذ عام 1988 م اعتبرت المدرسة رسميا «معهدا للفنون الجميلة» (Accademia di Belle Arti).
وفي عام 1991 م، أضيف للأكاديمية معرض الفنون الحديثة (Galleria d’Arte Moderna e Contemporanea واختصارا GAMEC). يقع هذه المعرض في المبني المقابل لمبنى الكلاسيكية الحديثة الذي يحتوى على المعرض والذي كان سابقا ديرا للراهبات. يحتوي المعرض حاليا على عشر قاعات عرض موزع على ثلاثة طوابق. ومنذ يونيو 1999 م أصبحت المجموعة الدائمة في المعرض تضم أعمالا فنية معاصرة لفنانين إيطاليين وأجانب من القرن العشرين من أمثال بوتشوني وبالا وموراندي غيرهم.

## وصلات خارجية
- موقع المعرض على الإنترنت
- موقع معرض الفنون الحديثة (GAMEC).